# Anfiteatro de Nero
Anfiteatro de Nero (em latim: Amphitheatrum Neronis) era um anfiteatro construído pelo imperador romano Nero no Campo de Marte e que existiu por apenas uns poucos anos.

## Localização
Sabe-se que o anfiteatro ficava no Campo de Marte, mas sua localização exata permanece incerta. Uma das principais hipóteses o situa no local do antigo Anfiteatro de Estacílio Tauro, destruído no grande incêndio de 64, mas é mais provável que ele tenha sido construído no local do anfiteatro inacabado de Calígula, a nordeste da Septa Júlia.

## História
Segundo Tácito, a obra de construção do Anfiteatro de Nero começou no ano que Nero foi cÔnsul pela segunda vez com Lúcio Calpúrnio Pisão, em 57, mas outros autores defendem uma data posterior ao incêndio de 64 afirmando que Nero certamente teria tido interesse em substituir o Anfiteatro de Estacílio Tauro, o único anfiteatro em alvenaria de Roma na época e que havia sido destruído no incêndio. A obra durou menos de um ano.
Para a inauguração, Nero organizou combates gladiatoriais e encorajou a participação de equestres e senadores:
| “ | [...] durante os combates entre os gladiadores que ele [Nero] apresentou num anfiteatro de madeira erigido no Campo de Marte em menos de ano, ninguém pôde ser assassinado, nem mesmo os criminosos. Mas lutaram quatrocentos senadores e seiscentos equestres, alguns dos quais com reputação e fortuna. | ” |
|   | — Suetônio, Vidas dos Doze Césares, Vida de Nero, XII, 2-3.. |   |

Como era de madeira, o Anfiteatro de Nero foi rapidamente destruído, provavelmente já no incêndio de 80.

## Descrição
O edifício, que tinha dimensões modestas, foi inteiramente construído em madeira. Plínio cita-o duas vezes em "História Natural":
| “ | Acredita-se que a maior árvore que já existiu é que podia ser vista em Roma e que o imperador Tibério exibiu como uma curiosidade na ponte da naumáquia, da qual muito se fala. Esta árvore foi trazida juntamente com outras e foi preservada até a construção do Anfiteatro de Nero: era uma tora de larício com 120 pés de comprimento e de espessura uniforme de dois pés; quando se calculou qual seria a altura desta árovre, não há nenhuma estimativa crível. | ” |
|   | — Plínio, História Natural XVI, 76. |   |

| “ | Muito recentemente, véus da cor do céu e adornados com estrelas, estavam esticados com cordas no anfiteatro do imperador Nero. | ” |
|   | — Plínio, História Natural XIX, 6.                                                                                             |   |

Contudo, o autor que fornece a descrição mais detalhada é Calpúrnio Sículo, um poeta de meados do século I e contemporâneo de Nero, em uma de suas éclogas na qual um jovem fazendeiro chamado Corydon conta o que viu durante sua viagem a Roma ao seu velho amigo Lycotasa. Sículo descreve a rica decoração dos terraços, incluindo uma varanda incrustada de pedras preciosas. A arena era delimitada por lajes de mármore encimadas por redes decoradas com marfim que impediam que os animais selvagens chegassem à arquibancada. Os espectadores eram protegidos pelo sol por grandes velas esticadas sobre os assentos e amarradas a presas de elefantes. Sículo então enumera, na voz de Corydon, todas as feras selvagens que foram caçadas no espetáculo. A descrição deve ser entendida no contexto: Sículo imagina a reação de um simples camponês que não conhece os esplendores da cidade. Além disto, sabe-se que ele próprio não escondia seu entusiasmo em relação a Nero, cujo reino ele acreditava ser promissor.